# 霍洛德涅 (布利茲紐基區)
48°40′35″N 36°29′14″E / 48.67639°N 36.48722°E
霍洛德內（烏克蘭語：Холодне）是位於烏克蘭東部的村莊，由哈爾科夫州洛佐瓦區的布利茲紐基市鎮負責管轄。該村始建於1900年，面積0.26平方公里，海拔高度163米，2001年人口12，人口密度每平方公里46.2人。